# Leningradskaja simfonija
Leningradskaja simfonija (russisk: Ленинградская симфония) er en sovjetisk spillefilm fra 1957 af Zakhar Agranenko.

## Medvirkende
- Vladimir Solovjov som Loginov
- Mark Pertsovskij som Orest Dobroselskij
- Olga Malko som Valentina Orlova
- Jelena Strojeva som Nadezjda Volkova
- Nikolaj Krjutjkov som Poljakov